# 卡罗·切尔奇纳尼
卡罗·切尔奇纳尼（英語：Carlo Cercignani，1939年6月17日—2010年1月7日）是一位意大利数学家，以研究分子运动论闻名，主要贡献在于玻尔兹曼方程的研究和气体分子H定理的证明，此外还著有数学家传记作品《玻尔兹曼——笃信原子的人》（Ludwig Boltzmann: The Man Who Trusted Atoms）。